# Łeba (řeka)
Łeba , německy Leba, je řeka, v úmoří Baltského moře, v Pomořském vojvodství v severním Polsku.

## Popis toku
Łeba pramení severně od vesnice Długi Kierz v gmině Sierakowice v okrese Kartuzy. Nejprve teče na východ do Kašubského krajinného parku a stáčí se na severo-severovýchod, kde napájí Jezioro Długie a Jezioro Wielkie. U vesnice Miechucino teče řeka na východ, napájí Jezioro Reskowskie a stáčí se k severu a napájí Jezioro Sianowskie. Následně se do Łeby zprava vlévá říčka Dębnica a řeka se stáčí přibližně severo-severozápadním směrem a protéká obcemi Strysza Buda, Tłuczewo. Pak se řeka stáčí přibližně západním směrem a teče přes Bożepole Małe, Bożepole Wielkie, Łęczyce a okresní město Lębork, kde se Łeby vlévají říčky Okalica a Kisewa. Za Lęborkem se směr toku Łeby oblouky mění k severozápadu a u osady Gać vstupuje do Slovinského národního parku a vtéká do jezera Łebsko. Na východním konci jezera Łebsko řeka dále pokračuje do města Łeba. V Łebě se do řeky zprava vlévá říčka Chełst a za přístavem ústí řeka do Baltského moře.

## Historie
Část toku Łeby tvořila státní hranici mezi Druhou Polskou republikou a německou Výmarskou republikou.

## Galerie

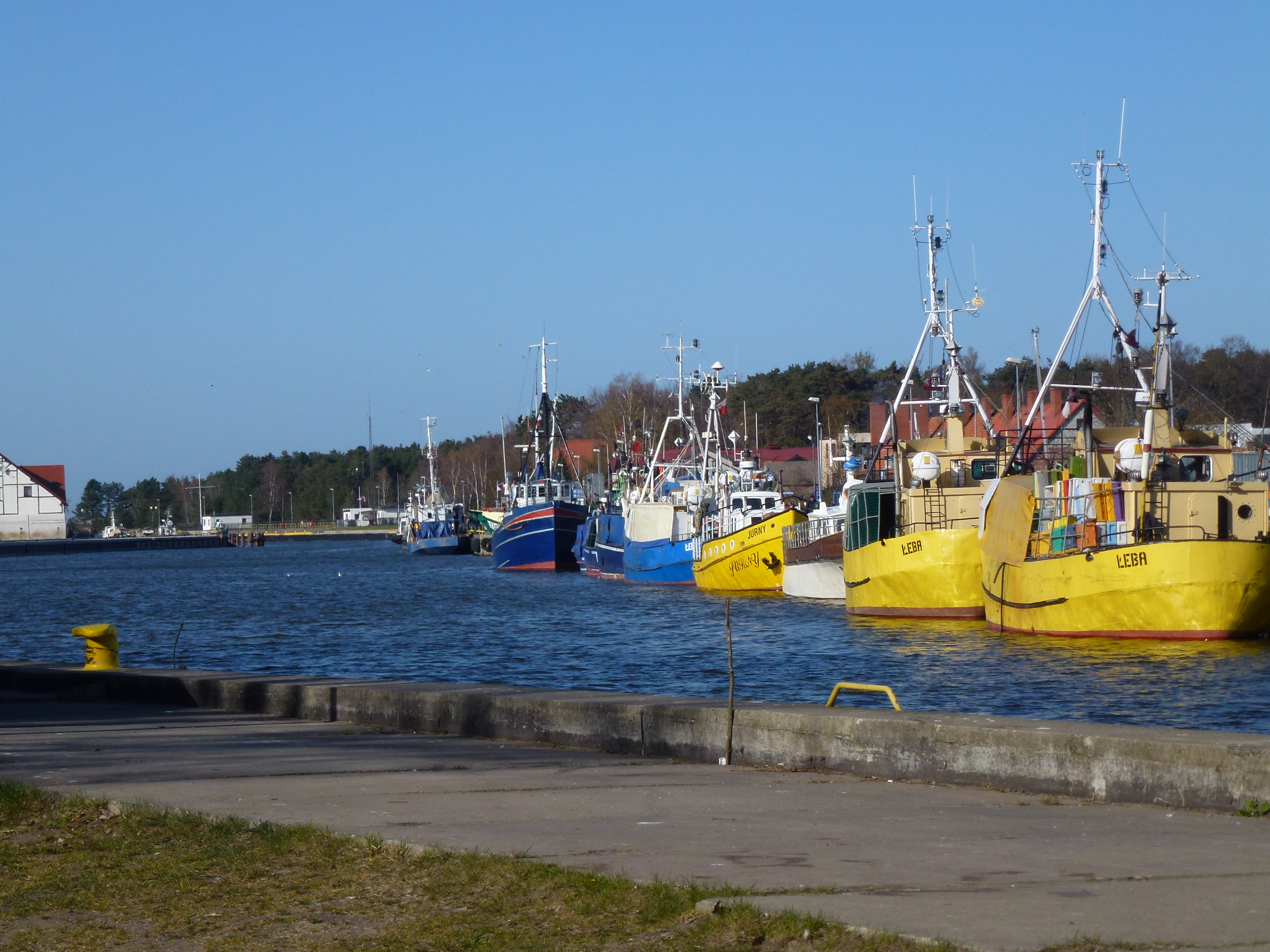
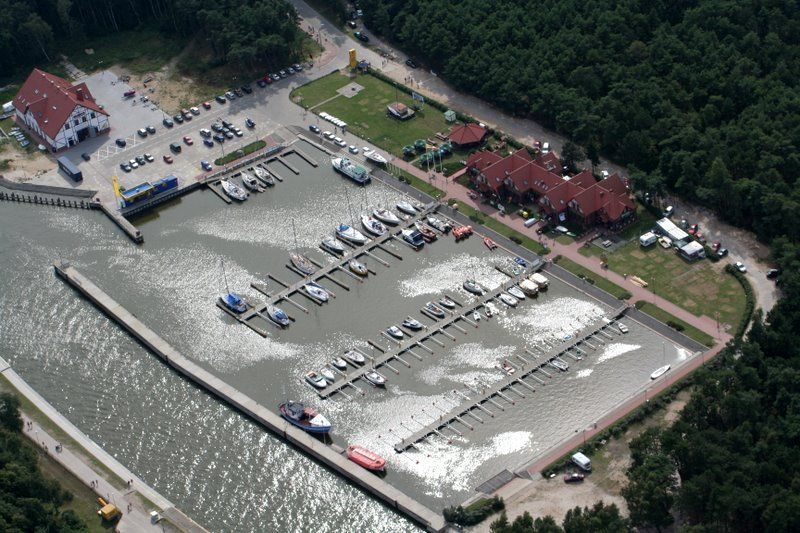
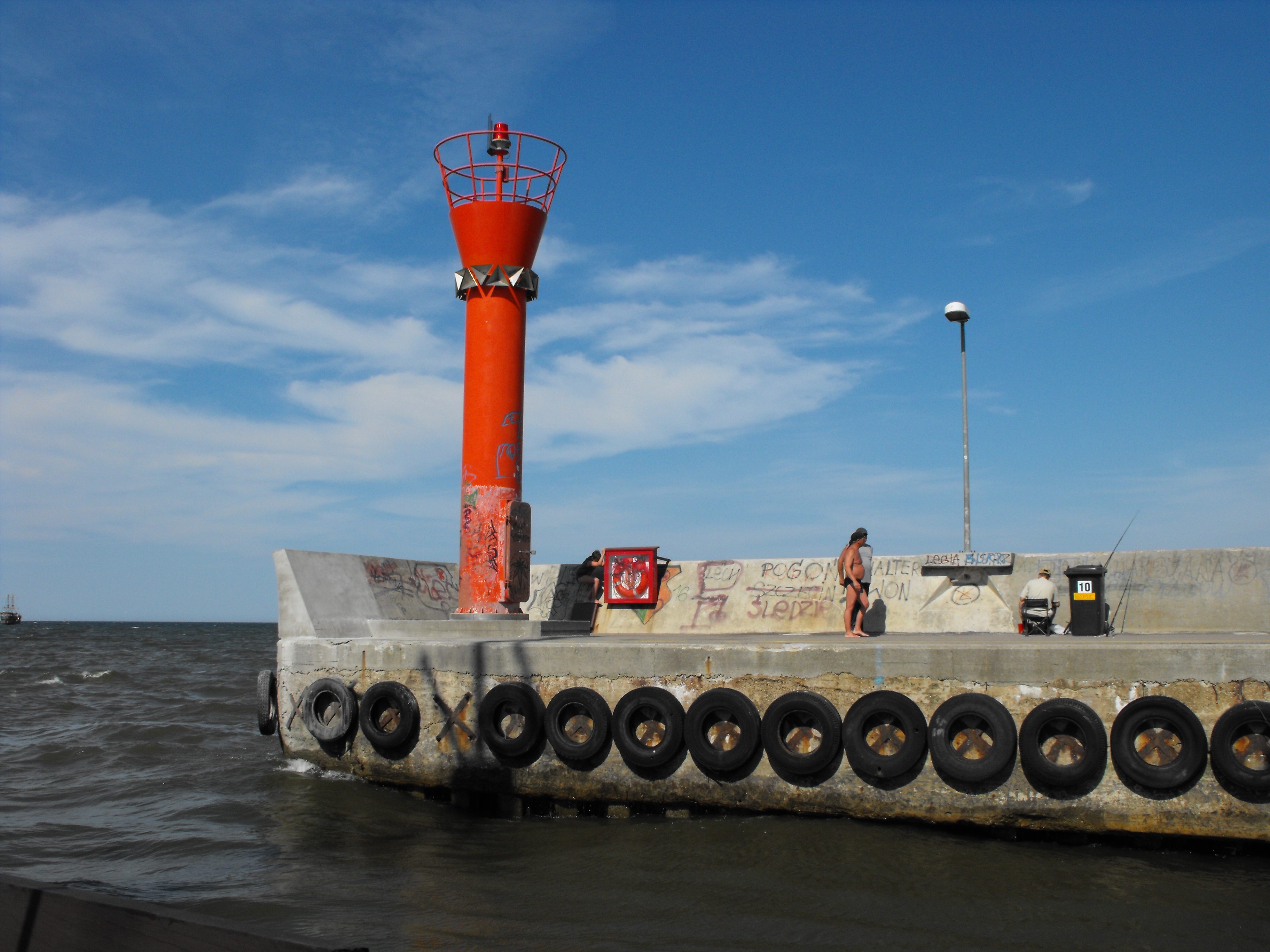
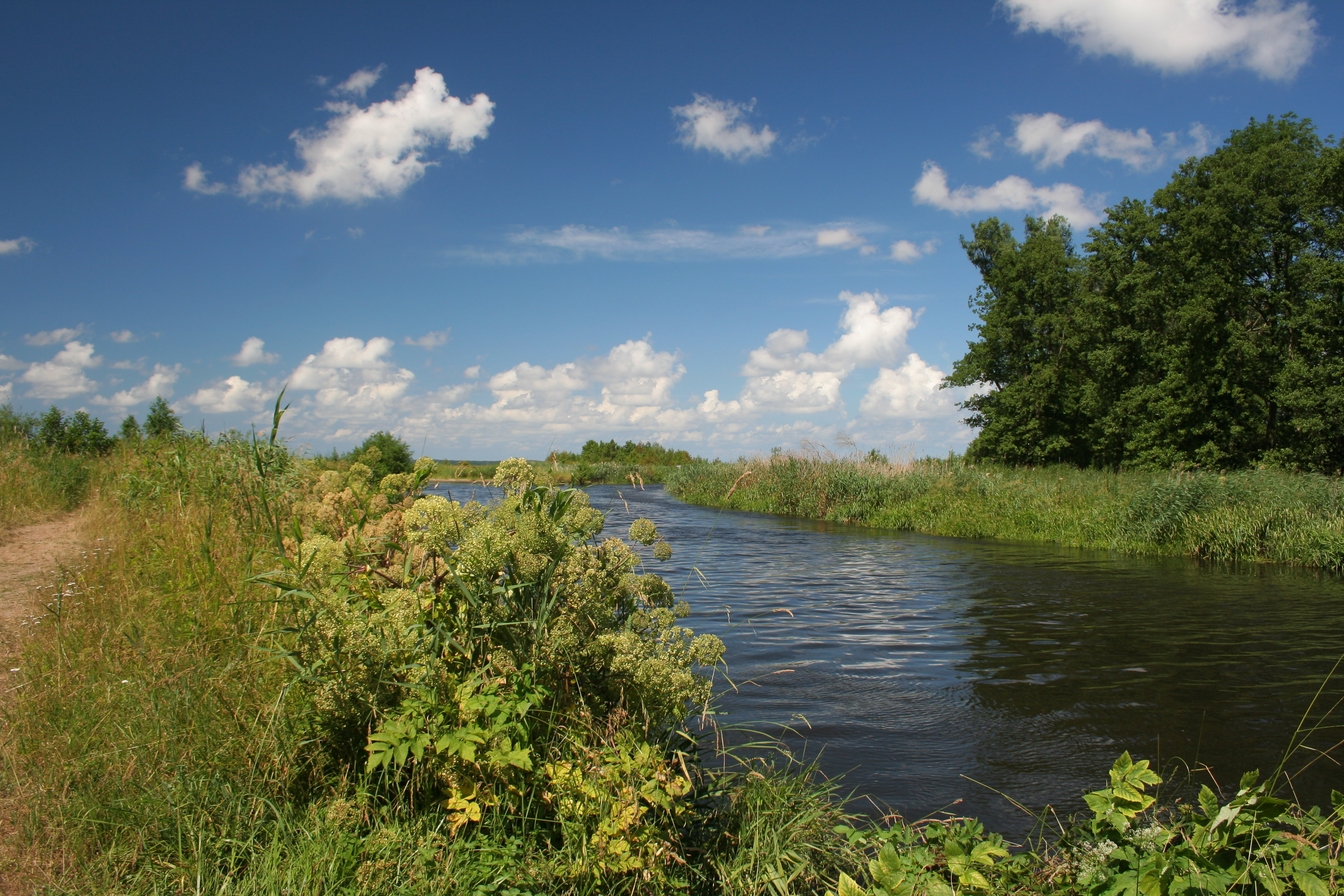
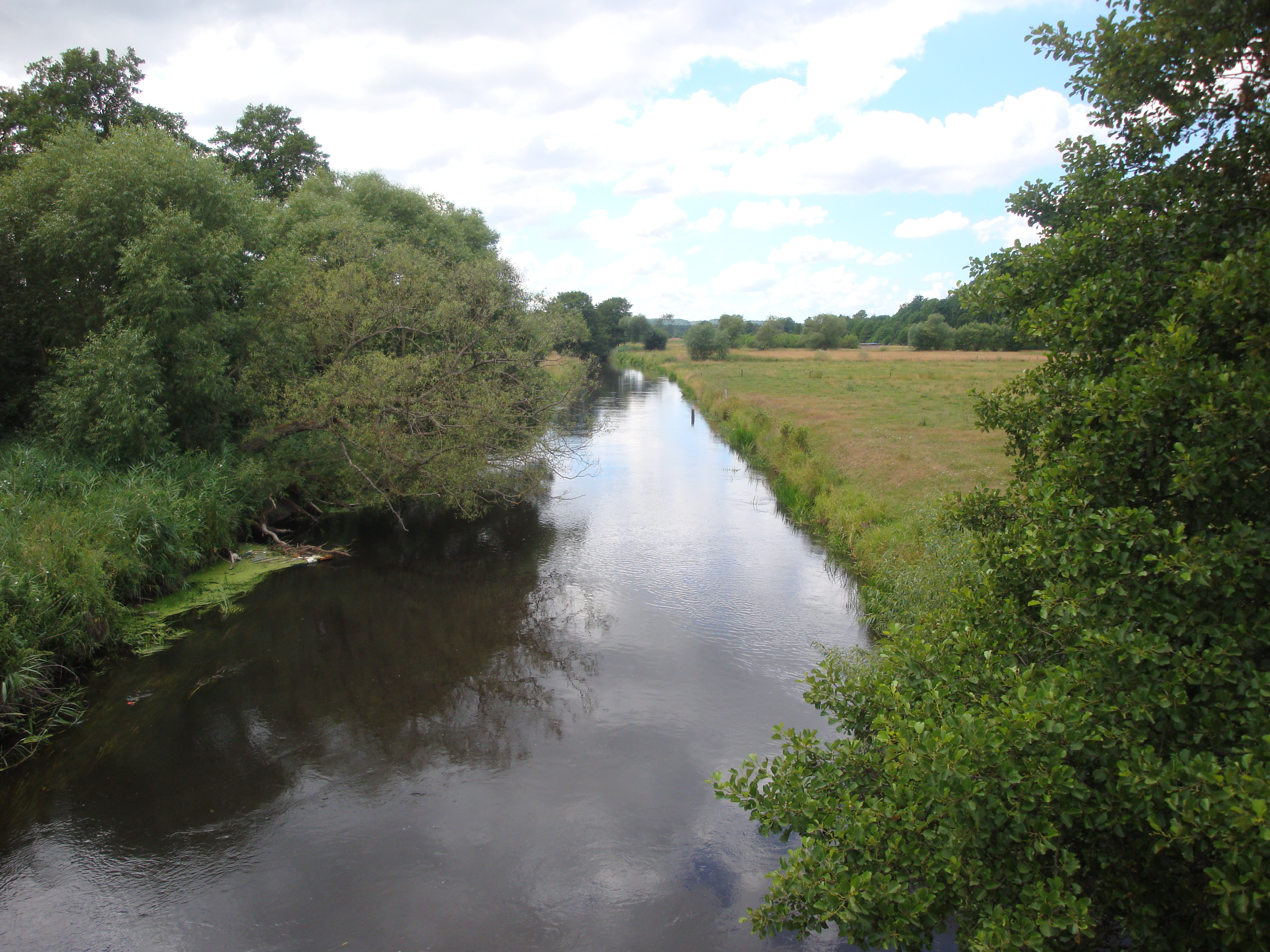
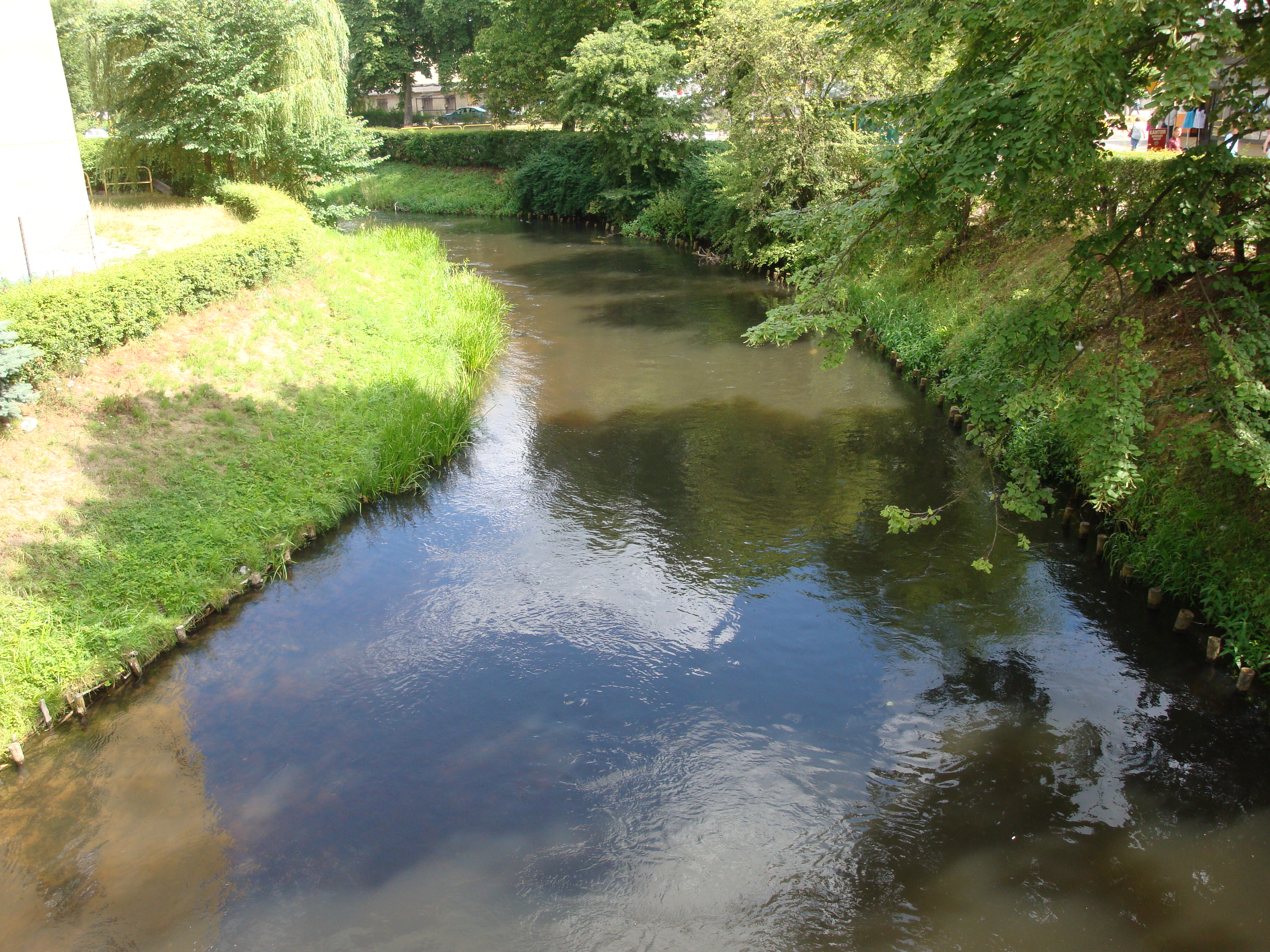
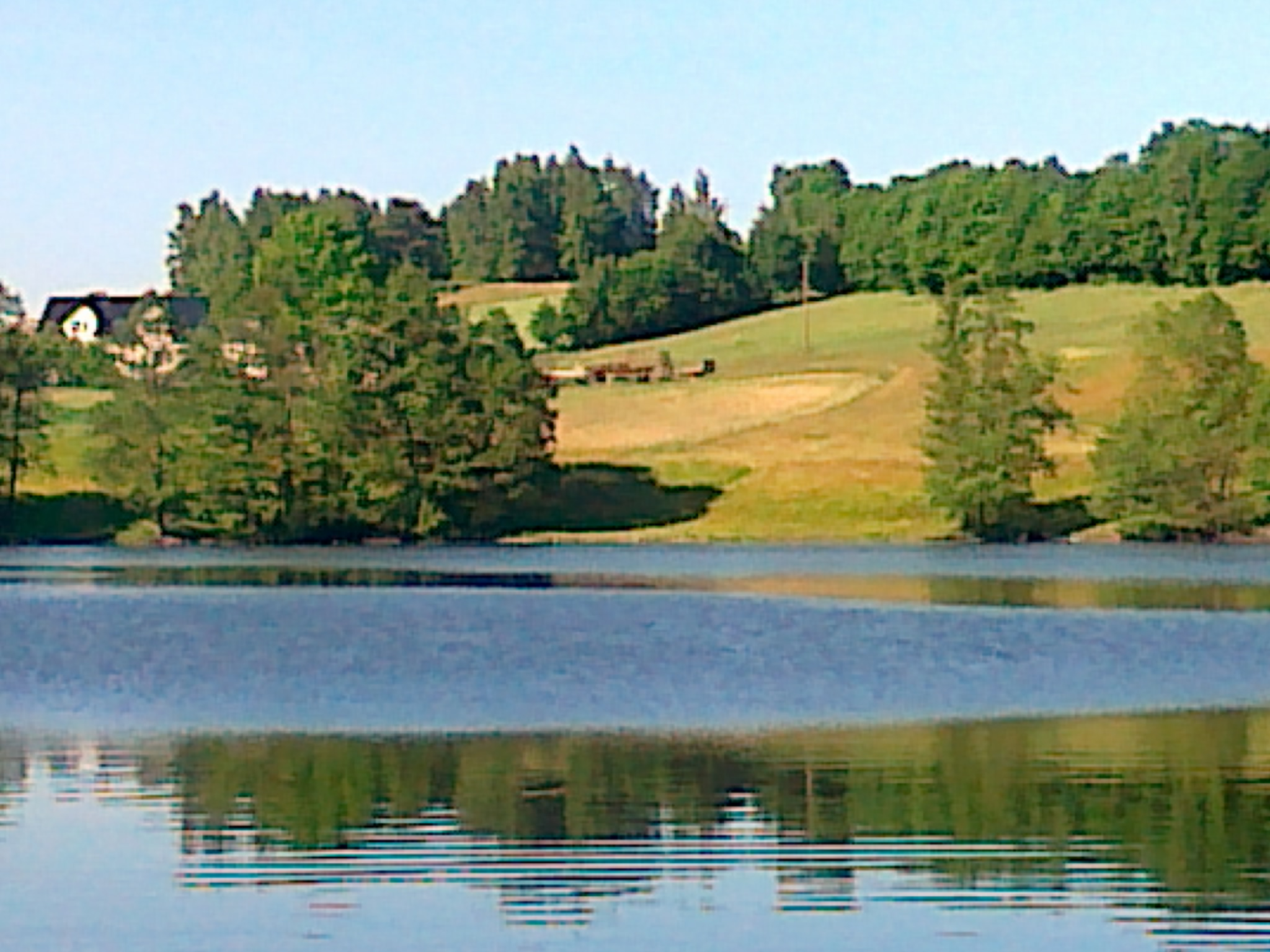